# Glossaire de la géométrie riemannienne
La géométrie riemannienne est un domaine des mathématiques étudiant les propriétés des variétés riemanniennes. Cette page liste ou rappelle brièvement les définitions des termes récurrents rencontrés.
- Haut – A
- B
- C
- D
- E
- F
- G
- H
- I
- J
- K
- L
- M
- N
- O
- P
- Q
- R
- S
- T
- U
- V
- W
- X
- Y
- Z

## A
- Application conforme : Entre deux variétés riemanniennes, application qui préserve les angles ; de manière équivalente application qui transporte une métrique en une métrique conforme ;
- Application exponentielle : Application différentiable {\displaystyle TM\rightarrow M} définie naturellement pour toute variété riemannienne complète. Si {\displaystyle v_{m}\in T_{m}M} est un vecteur tangent à la variété en m, la géodésique d'origine m et de vitesse initiale {\displaystyle v_{m}} est donnée par {\displaystyle t\mapsto exp(tv_{m})} .

## C
- Centre de masse
- Cercle osculateur
- Champ de Jacobi
- Champ de Killing
- Classe de Chern
- Convexité
- Courbure bisectionnelle
- Courbure de Gauss
- Courbure négative
- Courbure de Ricci
- Courbure sectionnelle
- Croissance d'un groupe
- Cut-locus d'un point m d'une variété riemannienne : Ensemble (négligeable) de points n pour lesquels il n'y a pas unicité de la géodésique minimisante ;

## E
- Espace homogène : Variété sur laquelle agit transitivement un groupe de Lie.
- Espace symétrique : Variété riemannienne pour laquelle la symétrie géodésique par rapport à n'importe quel point

est une isométrie globale.

## F
- Feuilletage riemannien : Feuilletage muni d'une métrique riemannienne transverse;
- Fibré normal : pour une sous-variété N d'une variété riemannienne M, fibré vectoriel sur N dont la fibre en x est l'orthogonal à TxN ;
- Fibré riemannien : Fibré vectoriel muni d'une métrique riemannienne ;
- Flot géodésique : Flot différentiable sur l'espace tangent ou cotangent d'une variété riemannienne, ou sur le fibré en sphères correspondant, défini par la dynamique des géodésiques ;
- Fonction de Busemann : Fonction continue définie sur un espace (variété riemannienne ou espace métrique) à courbure négative bornée intervenant dans la compactification ; les fonctions de Buseman forment la sphère à l'infini ;
- Forme harmonique : Forme différentielle dont le laplacien est nul ;
- Forme de Kähler :
- Formule des traces de Selberg :

## G
- Géodésique : Courbe minimisant localement la distance sur une variété riemannienne ;
- Géodésique fermée : Géodésique périodique ;
- Géométrie euclidienne : géométrie d'un espace euclidien ;
- Géométrie riemannienne : Géométrie d'une variété riemannienne ;
- Groupe hyperbolique

## H
- Holonomie
- Horosphère

## I
- Identités de Bianchi : Identité remarquable portant sur la courbure de la connexion de Levi-Civita ;
- Inégalité de Bishop-Gromov : Estimation sur le volume des boules d'une variété riemannienne suivant des estimations sur la courbure de Ricci ;
- Inégalité isopérimétrique : Toute inégalité donnant une majoration du volume riemannien enfermé par une hypsersurface en fonction du volume de cette dernière ;
- Involution : Isométrie sur une variété riemannienne fixant un point et dont la différentielle en ce point est -Id ;[réf. nécessaire]
- Isométrie : Entre deux variétés riemanniennes, application différentiable et bijective envoyant métrique riemannienne sur métrique riemannienne ; ou de manière équivalente, application bijective préservant les distances associées;

## L
- Laplacien : Opérateur différentiel défini sur toute variété riemannienne ;

## M
- Métrique de Carnot-Carathéodory
- métrique riemannienne : Collection de formes bilinéaires symétriques définies positives définies sur les espaces tangents d'une variété, avec une certaine régularité dépendant du contexte ;
- Mouvement brownien ou processus de Wiener, est une description mathématique du mouvement aléatoire d'une « grosse » particule ;
- Métrique d'Einstein : métrique riemannienne pour laquelle la courbure de Ricci est proportionnelle à la métrique.

## N
- Nombre de Betti : Dimensions des espaces de cohomologie de De Rham ;

## P
- Plongement riemannien : Plongement préservant la métrique riemannienne.
- Problème de Dirichlet

## Q
- Quasi-isométrie : Applications (pas nécessairement continue) entre variétés riemanniennes ou entre espaces métriques qui ne dilatent pas excessivement les distances.

## R
- Rayon de convexité
- Rayon d'injectivité : plus grand rayon tel que l'application exponentielle restreinte aux boules tangentes correspondantes

soit un difféomorphisme sur son image ;
- Revêtement riemannien : Revêtement d'une variété riemannienne muni de la métrique tirée en arrière ;
- Rigidité de Mostow : sous sa version la plus simple, le théorème de rigidité de Mostow assure qu'à partir de la dimension

3, deux variétés riemanniennes compactes à courbure constante négative qui sont difféomorphes sont aussi isométrique.

## S
- Spectre du laplacien
- Spineur
- Symbole de Christoffel : Symboles permettant d'exprimer dans des cartes locales la connexion de Levi-Civita ;
- Systole (mathématiques)

## T
- Théorème d'Abresch-Meyer
- Théorème de Bishop
- Théorème de Bonnet-Schoenberg-Myers
- Théorème de Brunn-Minkowski
- Théorème de Cartan-Hadamard : théorème affirmant que le revêtement universel d'une variété riemannienne complète de courbure non positive est difféomorphe à une boule
- Théorème de comparaison de Toponogov
- Théorème de Gauss-Bonnet
- Théorème de Hopf-Rinow
- Théorème KAM
- Théorème de Myers : estimation sur le diamètre d'une variété riemannienne complète en courbure de Ricci strictement positive
- Totalement géodésique : se dit d'une sous-variété N d'une variété riemannienne qui contient toute géodésique issue d'un des points de N et dirigée par un vecteur tangent à N
- Transport parallèle

## V
- Variété de Hadamard : Variété riemannienne complète simplement connexe de courbure strictement négative.
- Variété hyperbolique
- Variété kählérienne
- Variété lorentzienne
- Variété pseudo-riemannienne
- Variété riemannienne
- Volume riemannien : forme volume définie sur toute variété riemannannienne orientée valant 1 sur toute base tangente orthonormée orientée ; ou mesure positive associée ;

## Autres lexiques mathématiques
- Glossaire de topologie
- Lexique de la géométrie symplectique
- Lexique des surfaces